# Julian Bell
Julian Heward Bell (Londres, 4 de febrero de 1908 – Madrid, 18 de julio de 1937) fue un poeta británico, hijo de Clive y Vanessa Bell (la hermana de Virginia Woolf). La novela histórica Los soldados no lloran (2012), del autor neerlandés Rindert Kromhout, está inspirada parcialmente en su vida.

## Obra
- Winter Movement (1930) poemas
- We Did Not Fight: 1914-18 Experiences of War Resisters (1935)
- Work for the Winter (1936) poemas
- Essays, Poems and Letters (1938) editado por Quentin Bell.